# L'Île-Saint-Denis
L'Île-Saint-Denis é uma comuna francesa de Seine-Saint-Denis muitas vezes considerada, erradamente, como uma parte da cidade de Saint-Denis, na região da Île-de-France. Pelo seu tamanho e população, é uma das menores comunas de Seine-Saint-Denis.
Seus habitantes são chamados Ilo-Dionysiens ou Ilodionysiens.

## Cultura e patrimônio

### Lugares e monumentos

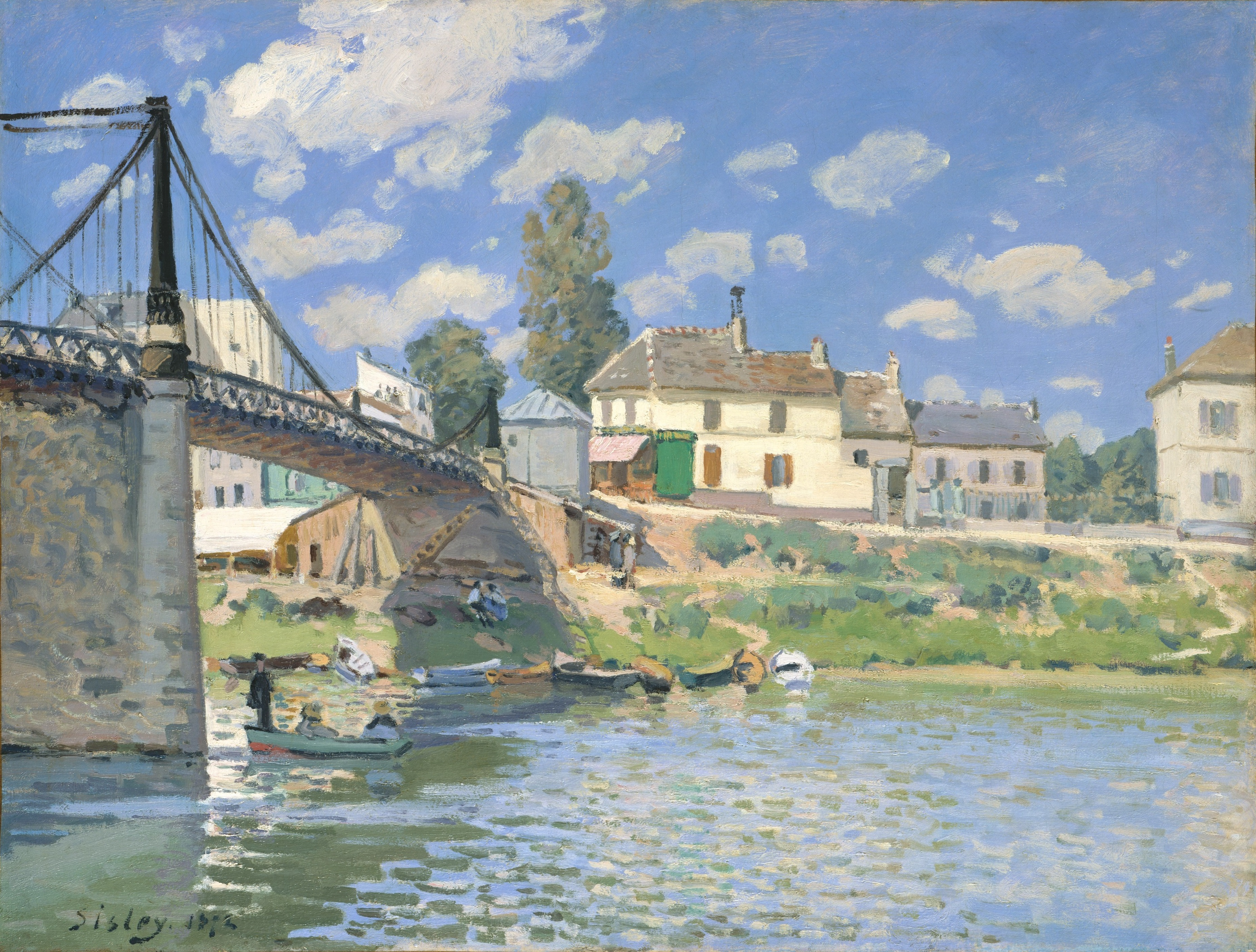
A ponte entre L'Île-de-Saint-Denis e Villeneuve-la-Garenne, pintado em 1872 por Alfred Sisley

- Igreja Saint-Pierre, de 1884, construída no local de uma igreja do século XVII.
- Ponte de L'Île-Saint-Denis, construído em 1905 pelo engenheiro Caldagues, com uma decoração dos arcos por Jules Formigé e esculturas por Florian Kulikowski
- Pinturas da salle des casamentos do hôtel de ville feitas pelo pintor Alphonse Osbert em 1921
- As margens do Sena
- O parque départamental de l'Île-Saint-Denis, criado em 1981, classificados como sítio da rede Natura 2000 em 2006, e de frente para o Parc des Chanteraines dos Altos do Sena

### Personalidades ligadas à comuna
- O anarquista Ravachol
- Alfred Sisley
- Jean-Baptiste Clément